# Ruina (zgodovina Ukrajine)
Ruina (ukrajinsko Руїна, latinizirano: Rujina) je zgodovinopisni naziv, ki je je uvedel kozaški kronist Samijlo Veličko (1670–1728) za politično stanje v Ukrajini v drugi polovici 17. stoletja.
Časovni okvir tega obobja se med zgodovinarji razlikuje.
- Nekaj zgodovinarjev, med njimi Nikolaj Kostomarov, šteje za ruino obdobje do leta 1663 do 1687, povezano s tremi hetmani, ki jih je v Levobrežni Ukrajini imenovala Moskva (Brjuhovecki, Mnogogrešni in Samojlovič).
- Drugi zgodovinrji štejejo za ruino obdobje od leta 1660 do 1687, se pravi od sklenitve Hudnovskega sporazuma, ki je privedel do razprtij v kozaški skupnosti.
- Boris Krupnicki ima za ruino obdobje  1657–1687, se  pravi od smrti  hetmana Bogdana Hmelnickega leta 1657, še zlasti Puškar-Barabaševega upora, do imenovanja hetmana Ivana Mazepe leta 1687.

Z obdobje ruine so značilni stalni spopadi, državljanska vojna in intervencije ukrajinskih sosedov. Ukrajinci za ruino pravijo: "Від Богдана до Івана не було гетьмана" (Od Bogdana do Ivana ni bilo hetmana), kar natančno opisuje kaotično dogajanje tistega časa. 

## Ozadje
Ruina se je začela po smrti hetmana Bogdana Hmelnickega leta 1657. Hmelnicki je osvobodil Ukrajino, ki je bila več stoletij pod poljsko in litovsko oblastjo. Osvobajanje se je začelo z njegovim uporom (1648–1657) in končalo s Perejaslavskim sporazumom s Carsko Rusijo leta 1654. Hmelnicki je bil karizmatičen in vpliven voditelj in ena od najslavnejših osebnosti v ukrajinski zgodovini, vendar ni postavil jasnih nasledstvenih pravil. Za svojega naslednika na položaju hetmana je favoriziral svojega sina Jurija. Jurij Hmelnicki (1641–1685) je bil mlad in neizkušen, brez karizme in vodstvenih sposobnosti svojega očeta, kar se je izkazalo med vsemi njegovimi vladanji (1657, 1659–1663, 1677–1681, 1685). 
Ob smrti Bogdana Hmelnickega je kozaška država merila okoli 650.000 km² in imela 1,2–1,5 milijona prebivalcev. Ukrajinsko družbo so tvorili ostanki nekatoliškega plemstva, staršine (premožnejši kozaški častniki), množica revnih kozakov in neoboroženi kmetje. 17%  zemlje je bilo v posesti pravoslavne cerkve in 33% v posesti lokalnega plemstva. Ostalih 50% zemlje je bilo pred uporom v posesti Poljakov in pripravljenih, da se razgrabi. Ukrajina ni imela naravnih meja in nobene državniške tradicije. Prebivalstvo je uživalo kozaško svobodo ali anarhijo.
Zasežena zemlja v bivši posesti Poljakov je postala predmet spora med množico revnih kozakov in premožnejšimi kozaki, ki so imeli status nekakšnega nižjega plemstva. Država je bila šibka in potrebna zaščitnika. Poljaki so zahtevali vrnitev izgubljenega ozemlja, ruska oblast v Moskvi pa ni bila navdušena nad  kozaškimi ideali svobode. Krimski kanat je imel Ukrajino za občasno lovišče za slovanske sužnje, Osmanskega cesarstva pa Ukajina ni preveč zanimala. Za Švedsko cesarstvo je bila preveč oddaljena, Donski kozaki in Kalmiki pa so v konfliktu stali ob strani. 
To obdobje ukrajinske zgodovine je bilo zelo zapleteno in imelo naslednje osnovne značilnosti:
- Ukrajina ni mogla najti enega samega voditelja, ki bi vodil  čvrsto in dosledno politiko
- stalno je menjavala zaveznike, ki so imeli vsak svoje interese
- stalne konflikte med bogatimi in revnimi kozaki
- pravoslavno Cerkev, ki je imela sovernike v Ruskem carstvu

### Levobrežna in Desnobrežna Ukrajina 1648–1663

#### 1648–1657: Hmelnicki, Krim in Rusija
Hmelnicki se je s podporo Krimskega kanata  uprl poljsko-litovski oblasti in leta 1654 s Perejaslavskim sporazumom sprejel rusko nadoblast.  Perejaslavski sporazum je sprožil rusko-poljsko vojno (1654–1667), v kateri je Krimski kanat prestopil z ukrajinske na poljsko stran in začel pustošiti Ukrajino. Hmelnicki se je v svojih zadnjih letih obrnil od Moskve in se začel pogajati s Švedsko in Transilvanijo.

#### 1657–1659: Vigovski in Poljaki
Bogdana Hmelnickega je po smrti nasledil sin Jurij, star komaj šestnajst let. Oblast v Hetmanatu je kot regent prevzel Ivan Vigovski, ki se je naslanjal predvsem  na bogatejši sloj kozakov (staršina) in se poskušal ponovno približati Poljski. Njegova politika je sprožila upor bolj demokratičnih kozakov Martina Puškarja in  Jakiva Brabaša, ki sta bila junija 1658 poražena. Državljanska vojna je  povzročila  okoli 50.000 žrtev. Vigovski je septembra 1658 s Poljsko sklenil Hadiaški sporazum, s katerim naj bi Ukrajina postale tretji polnopravni član poljsko-litovske skupnosti  narodov. Sporazum ni bil nikoli  izvršen, ampak je povzročil obsežno rusko invazijo, ki se je končala s porazom Vigovskega v bitki pri Konotopu 29.  junija 1659. Vigovski, soočen z uporom več prorusko usmerjenih polkovnikov, je odstopil in se oktobra 1659 umaknil na Poljsko. 

#### 1659–1663: Jurij Hmelnicki: Rusija in Poljska
Po odstopu Ivana Vigovskega je oblast prevzel Jurij Hmelnicki, star okoli osemnajst let. Leta 1659 je bil prisiljen podpisati Perejaslavske člene, ki se pogosto zamenjujejo s Perejaslavskim sporazumom. Perejaslavski členi so  znatno okrepili rusko oblast. Naslednje leto so se spopadi med Rusijo in Poljsko nadaljevali, Jurij Hmelnicki pa se je obotavljal. Po več zmagah Poljakov je pristal na vrnitev Ukrajine v Republiko obeh narodov. Kozaki iz Desnobrežne Ukrajine pod Jakimom Somkom so ga zato odstavili. Jurij, potrt  zaradi delitve Ukrajine, je 1663 odstopil in se umaknil v samostan.

### Poljska Desnobrežna Ukrajina 1663–1681

#### 1663–1665: Teterja in Poljska
Pavlo Teterja, hetman Desnobrežne Ukrajine, je vodil izrazito propoljsko politiko. Ko mu je invazija v Levobrežno Ukrajino spodletela, se je vrnil in se moral spoprijeti s številnimi upori proti Poljakom.  Zaradi zavezništva s Poljsko je izgubil še tisto mako podpore, ki jo je imel, in pobegnil na Poljsko.

#### 1665–1676: Dorošenko in Osmani
Cilj Petra Dorošenka je bil ponovno združiti obe polovici Ukrajine. Na pogostih shodih je prepričeval revnejše kozake in zbral vojsko 20.000 najemnikov, s katero naj bi se osvobodil staršin. Leta 1667 sta Rusija in Poljska brez posvetovanja s kozaki podpisali Andrusovsko premirje, s katerim sta si razdelili kozaške dežele po reki Dneper. Gosto naseljen južni del Ukrajine (Zaporožje) naj bi postal rusko-poljski kondominij, vendar je imel v praksi samoupravo in svojo vlado. Dorošenko je na Andrusovsko premirje odzval z dogovarjanjem z Osmanskim cesarstvom in sprožil poljsko-kozaško-tatarsko vojno (1666–1671). Jeseni 1667 so osmansko-kozaške sile vdrle v Galicijo in prisilile poljskega kralja, da je Dorošenku podelil obsežno avtonomijo. Dorošenko je sprejel ohlapno osmansko nadoblast, napadel Levobrežno Ukrajino in odstranil rivalskega hetmana. Leta 1668  se je razglasil za hetmana združene Ukrajine. Krim je podprl rivalskega hetmana, Poljaki pa Mihaela Hanenka in napadli Desnobrežno Ukrajino. Dorošenko se je odpravil na spopad s poljskimi napadalci in oblast v Levobrežni Ukrajini prepustil Demijanu Mnogogrešnemu, ki je kmalu prišel pod rusko oblast. Dorošenko je leta 1672 pomagal Osmanom priključiti Podolje. Med rusko-turško vojno (1676–1668) je se je na osmanski strani vojskoval proti Rusiji in zaradi sodelovanja z nekristjani izgubil vso podporo. 19. septembra 1676 je oblast v Levobrežni Ukrajini prepustil  Ivanu Samojloviču in odšel v izgnanstvo v Rusijo.

#### 1678–1681: Jurij Hmelnicki in Osmani
Leta 1678 so Osmani, ki so imeli na tem ozemlju veliko vojsko, za hetmana imenovali svojega zapornika Jurija Hmelnickega. Hmelnicki se je udeležil drugega pohoda na Čigirin in bil leta 1681 odstavljen.
Po teh dogodkih se je število prebivalcev Desnobrežne Ukrajine zelo zmanjšalo. Veliko ljudi so pobili ali zasužnjili Tatari, veliko pa jih je pobegnilo v Levobrežno ali Svobodno Ukrajino. Počasi se je začela ponovno vzpostavljati poljska oblast in število prebivalcev je začelo znova naraščati.

### Ruska Levobrežna Ukrajina

#### 1661–1663: Somko instaršina
Levobrežni kozaki so leta 1660  zaradi zavezništva s Poljsko odstavili Jurija Hmelnickega in za vršilca dolžnosti hetmana postavili Jakima Somka. Somko je dajal prednost višjemu razredu kozakov in izzval upor Zaporožcev pod vodstvom Ivana Brjuhoveckega. Somko je izgubil tudi podporo Moskve in bil usmrčen. Črni svet kozakov je leta 1663  za novega hetmana izvolil Ivana Brjuhoveckega.

#### 1663–1668: Brjuhovecki in Rusi
Ivan Brjuhovecki je bil skoraj popolnoma odvisen od Rusije. Leta 1665 je odšel v Moskvo in podpisal Moskovske člene. Davke so od takrat pobirali ruski davkarji, v Ukrajini je bila dovoljena prisotnost ruske vojske, na čelu Cerkve naj bi bil Rus, novoizvoljenega hetmana pa bi morala potrditi Moskva. Prebivalstvo se je uprlo davkarjem in vojakom, ukrajinska Cerkev pa se je uprla moskovskemu vplivu. Andrusovski sporazum iz leta 1667 so ljudje imeli za izdajo kozaških interesov in izbruhnila je vrsta uporov. Brjukovecki se je umaknil. Ko je spomladi 1668 Dorošenkova vojska prečila Dneper je besna množica Brjuhoveckega do smrti pretepla.

#### 1668–1672: Mnogogrešni in avtonomna Levobrežna Ukrajina
9. junija 1668 se je Dorošenko razglasil za hetmana združene Ukrajine. Poljaki so leta 1669 na njegovo mesto postavili  rivalskega hetmana Mihaila Hanenka in vdrli v Desnobrežno Ukrajino. Dorošenko se je na napad Poljakov odzval z imenovanjem Demijana Mnogorešnega za vršilca dolžnosti hetmana Levobrežne Ukrajine in se odpravil proti napadalcem. Mnogogrešni je po Dorošenkovem odhodu pod pritiskom Moskve priznal rusko nadvlado. Med Mnogogrešnim in Moskvo se je razvili stabilni odnosi. Moskva je omilila svoje zahteve, Mnogogrešni pa je ščitil lokalne interese. Nekaj napredka je dosegel pri vzpostavljanju javnega reda in miru, višjega plemstva pa ni mogel obvladati.  Nekaj kozakov ga je ovadilo carju, ki ga je aretiral, mučil in nato izgnali v Sibirijo.

#### 1672–1687: Samojlovič in Rusija
Ko je bil za hetmana izvoljen Ivan Samojlovič, je pristal na zmanjšanje svojih pooblastil. Ni več smel soditi staršini ali sklepati mednarodnih sporazumov brez soglasja sveta staršine. Razpustiti je moral sebi podrejene vojaške najemnike. Leta 1674 in 1676 je skupaj z ruskimi zavezniki v Čigirinu oblegal Dorošenka. 19. septembra 1676 se je Dorošenko vdal Samojloviču, ki se je zatem razglasil za hetmana združene Ukrajine. V naslednjih  dveh letih so ga Osmani izrinili preko Dnepra. 
Poljska in Rusija sta leta 1686 sklenili Sporazum o večnem miru, ki je ponovno priznal pravico Poljske nad Desnobrežno Ukrajino in jo prisilil na umik iz Zaporožja. Slednje je za Samojloviča pomenilo veliko razočaranje.  Leta 1687 je 100.000 Rusov in 50.000 kozakov napadlo Krim in bilo poraženih. Osramočenega Samojloviča so odstavili in izgnali v Sibirijo.

#### 1687–1709: Mazepa in stabilizacija
Z izvolitvijo Ivana Mazepe za hetmana se je ruina dejansko končala. Levobrežna Ukrajina se je združila s Kozaškim hetmanatom in postala del Ruskega carstva. Po začetku velike severne vojne leta 1700 so postajale zahteve Rusije do Ukrajine pretirano velike, zato je Ivan Mazepa  leta 1708 prestopil na stran švedskega kralja Karla XII. V bitki pri Poltavi so bili Karel XII., Mazepa in kozaki, ki so se mu pridružili, poraženi in izgnani v Osmansko cesarstvo.

## Rezultati
- Poskus ukrajinskih kozakov, da bi ustanovili lastno državo, je propadel.
- Ukrajina je bila po reki Dneper razdeljena med Poljsko in Rusijo.
- Poljska je po izgubi Levobrežne Ukrajine postala šibkejša in začela propadati.
- Rusija se je razširila proti jugu in nekoliko proti jugozahodu.
- Prišlo je do velike selitve ruskega prebivalstva z opustošenega desnega brega Dnepra na levi breg in Svobodnjaško Ukrajino, s čimer se je povečal obseg kmetovanja.
- Osmansko cesarstvo je za kratek čas (približno do leta 1699)  razširilo svojo oblast v Ukrajino.

## Seznam sporazumov v obdobju ruine
- 1648: kozaško zavezništvo s Krimskim kanatom
- 1648: Zamoški sporazum – kratkoživ kompromis, sklenjen med poljskim kraljem Ivanom II. Kazimirjem in kozaškim hetmanom Bogdanom Hmelnickim
- 1649: Zborivski sporazum: število registriranih kozakov se je povečalo na 40.000; poljskim vojakom in Judom je bil prepovedan vstop v Kijevsko, Bratslavsko in Černigovsko vojvodstvo; sporazum ni bil implementiran
- 1651: Belocerkvanski sporazum: 20.000 registriranih kozakov; Judje in plemstvo se lahko vrne;  delno implementiran
- 1654: Perejaslavski sporazum: kozaki sklenejo zavezništvo z Rusijo, s čimer izzovejo rusko-poljsko vojno  (1654–1667)
- 1658: Hadiaški sporazum, ki zavrne sklepe iz leta 1654; 30.000 kozakov; Ukrajina naj bi postala tretji enakopravni član Republike obeh narodov; sporazum ni bil nikoli implementiran
- 1659: Perejaslavski členi: ponovno ukrajinsko zavezništvo z Rusijo
- 1660: Hudnovski sporazum:  ponovno ukrajinsko zavezništvo s Poljsko
- 1667: Andrusovski sporazum: Ukrajina je razdeljena po reki Dneper; Rusiji pripada tudi Kijev, čeprav je na desnem bregu Dnepra; Zaporožje postane kondominij; kozaki na pogajanjih niso sodelovali; s sporazumom, ki naj bi trajal trinajst let, se je končala rusko-poljska vojna
- 1672: Buhaški sporazum: sklenjen med poljsko-osmansko vojno (1672–1676); Podolje pripade Osmanskemu cesarstvu, Desnobrežna Ukrajina pod Dorošenkom pa postane osmanski vazal; sporazum ni bil  implementiran
- 1676: Žuranovsko sporazum: potrditev sklepov iz leta 1672, vendar bolj ugodnih za Poljsko; s sporazumom se konča poljsko-osmanska vojna
- 1686: Sporazum o večnem miru: potrditev sklepov iz leta 1667; Zaporožje pripade Rusiji
- 1699: Karlovški mir: Poljska ponovno dobi Podolje.